# 그래놀라

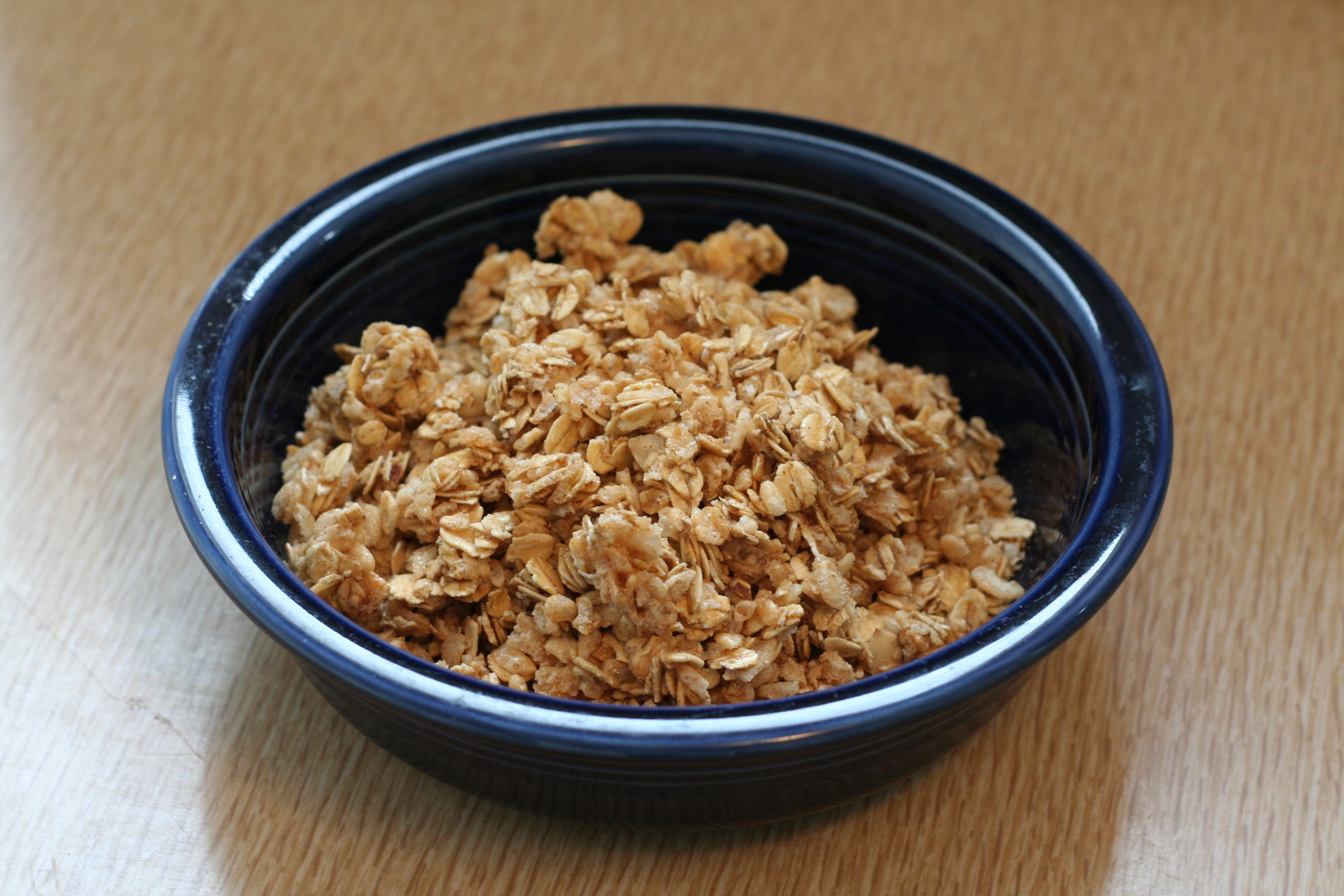
그래놀라

그래놀라(granola)는 아침 요리로, 오트밀과 보리, 현미, 옥수수 등을 중심으로 한 곡물 가공품과 코코넛, 견과류 등을 설탕, 꿀, 메이플 등의 시럽 (당밀), 식물성 기름과 섞어 오븐에서 구운 것을 말한다. 또한 말린 과일 등이 혼합되는 경우도 많다. 베이킹 도중에 몇 번 젓거나 구운 후에 분쇄하여 적당한 덩어리로 한다. 가열 처리의 유무가 뮤슬리와의 차이라고 할 수 있다. 또 뮤즐리보다 크기가 큰 것이 또 다른 차이점이라 할 수 있다.

## 포스트 그래놀라
시리얼 종류로 만든 것을 말한다. 카카오 그래놀라, 블루베리 그래놀라 등 여러 종류를 낸 것으로 알려져 있다. 

## 레디블룸 그래놀라
기존 그래놀라보다 단백질 함량을 높여 만든 것을 말한다. 초코, 메이플 바닐라, 피넛버터, 카페모카, 피스타치오 초코 등 여러 종류를 낸 것으로 알려져 있다. 

## 같이 보기
- 오트밀
- 보리
- 현미
- 옥수수
- 시리얼
- 카카오
- 블루베리